# 尼克·柯茲
尼克·柯茲（英語：Nick Kurtz，2003年3月12日—），為美國職棒大聯盟選手，目前效力於運動家隊，司職一壘手。

## 棒球生涯
2024年在選秀會首輪以第4順位，被運動家選進。
2025年7月25日，在運動家與太空人的比賽中，6個打數中敲出6支安打(包含4支全壘打)，進帳8分打點，成為MLB史上第20位單場4響砲的球員、更是首位4響砲的新人，以及首位4響砲的運動家球員。其中以22歲又135天超越帕特·希瑞的25歲又123天，成為最年輕4響砲球員。單場19壘打數追平2002年尚恩·格林締造的紀錄。更獲選7月的「美聯單月最佳球員」。

## 外部連結
- 球員資訊和成績在MLB ，ESPN ，Baseball Reference ，Baseball Reference (Minors) ，Fangraphs（英文）